# Svarta Maria
Svarta Maria är ett kortspel som är en vidareutveckling av spelet hjärter  och som i likhet med detta spel går ut på att undvika att ta hem stick som innehåller hjärterkort; dessutom ska även spader dam undvikas, och i en del varianter också spader ess och spader kung. 
En viss namnförbistring råder: ibland används spelnamnet hjärter om Svarta Maria. Andra benämningar på Svarta Maria är svarta damen och Svarta Maja (vilket sistnämnda också kan vara ett alternativt namn på kortspelet dam och på Svarte Petter).
Antalet deltagare ska vara minst tre. Innan spelets början plockas, om så behövs, en eller flera tvåor och eventuellt en trea bort ur kortleken så att alla spelarna får lika många kort var. Ofta förekommer att varje spelare efter det att korten delats ut ska välja ut tre kort som en av motspelarna får ta upp på handen. Hemtagna hjärterkort ger 1 minuspoäng vardera, och spader dam straffas med 13 minuspoäng. Spader ess och spader kung ger, i tillämpliga fall, 7 respektive 10 minuspoäng. En vanligt förekommande regel är att den spelare som tar hem samtliga dessa kort slipper straff eller får pluspoäng i stället. I vissa varianter ger även andra kort minus- eller pluspoäng, bland annat i den variant som kallas omnibushjärter, där ruter tio är värd tio pluspoäng.